# Coppa delle Coppe 1991-1992
La Coppa delle Coppe 1991-1992 è stata la 32ª edizione della competizione calcistica europea Coppa delle Coppe UEFA. Venne vinta dal Werder Brema nella finale disputata contro il Monaco.

## Date
| Fase                        | Turno             | Sorteggio       | Andata                  | Ritorno             |
| --------------------------- | ----------------- | --------------- | ----------------------- | ------------------- |
| Fase a eliminazione diretta | Turno preliminare | 11 luglio 1991  | 21 agosto 1991          | 3-4 settembre 1991  |
| Fase a eliminazione diretta | Primo turno       | 11 luglio 1991  | 17-18-19 settembre 1991 | 1-2 ottobre 1991    |
| Fase a eliminazione diretta | Ottavi di finale  | 4 ottobre 1991  | 22-23 ottobre 1991      | 5-6-7 novembre 1991 |
| Fase a eliminazione diretta | Quarti di finale  | 8 novembre 1991 | 4 marzo 1992            | 18 marzo 1992       |
| Fase a eliminazione diretta | Semifinali        |                 | 1 aprile 1992           | 15 aprile 1992      |
| Finale                      | Finale            |                 | 6 maggio 1992           | 6 maggio 1992       |

## Sorteggio e ranking
Il sorteggio del primo turno si tiene giovedì 11 luglio presso l'Hotel Noga Hilton di Ginevra.
La designazione delle teste di serie viene effettuata considerando il rapporto tra numero di punti ottenuti e partite giocate.
Per il turno preliminare vengono sorteggiate quattro squadre tra le dodici con coefficente zero.
|    | Ranking squadre                     | Punti |
| -- | ----------------------------------- | ----- |
| 1  | Manchester United                   | 2,111 |
| 2  | Porto                               | 1,482 |
| 3  | Roma                                | 1,450 |
| 4  | Werder Brema                        | 1,357 |
| 5  | Monaco                              | 1,150 |
| 6  | Sion                                | 1,083 |
| 7  | Galatasaray                         | 1,071 |
| 8  | Club Brugge                         | 1,041 |
| 9  | Atlético Madrid, Ilves              | 1,000 |
| 11 | Feyenoord                           | 0,916 |
| 12 | Baník Ostrava                       | 0,833 |
| 13 | Hajduk Spalato                      | 0,800 |
| 14 | Ferencváros, Norrköping             | 0,750 |
| 16 | Katowice                            | 0,714 |
| 17 | Levski Sofia                        | 0,666 |
| 18 | Omonia Nicosia, Swansea City, Valur | 0,500 |
| 21 | Jeunesse Esch                       | 0,375 |
| 22 | Glenavon                            | 0,250 |
| 23 | dodici squadre a pari merito        | 0,000 |

## Turno preliminare
| Squadra 1 | Totale | Squadra 2 | Andata | Ritorno |
| --------- | ------ | --------- | ------ | ------- |
| Stockerau | 0-2    | Tottenham | 0-1    | 0-1     |
| Galway    | 0-7    | Odense    | 0-3    | 0-4     |

## Sedicesimi di finale
| Squadra 1                | Totale    | Squadra 2         | Andata | Ritorno   |
| ------------------------ | --------- | ----------------- | ------ | --------- |
| Fyllingen                | 2-8       | Atlético Madrid   | 0-1    | 2-7       |
| Athinaikos               | 0-2       | Manchester United | 0-0    | 0-2 (dts) |
| Katowice                 | 3-3 (gfc) | Motherwell        | 2-0    | 1-3       |
| Omonia Nicosia           | 0-4       | Club Brugge       | 0-2    | 0-2       |
| Bacău                    | 0-11      | Werder Brema      | 0-6    | 0-5       |
| Levski Sofia             | 3-7       | Ferencváros       | 2-3    | 1-4       |
| Eisenhüttenstädter Stahl | 1-5       | Galatasaray       | 1-2    | 0-3       |
| Odense                   | 1-4       | Baník Ostrava     | 0-2    | 1-2       |
| Glenavon                 | 4-4 (gfc) | Ilves             | 3-2    | 1-2       |
| CSKA Mosca               | 2-2 (gfc) | Roma              | 1-2    | 1-0       |
| Norrköping               | 6-1       | Jeunesse Esch     | 4-0    | 2-1       |
| Swansea City             | 1-10      | Monaco            | 1-2    | 0-8       |
| Valur                    | 1-2       | Sion              | 0-1    | 1-1       |
| Partizani                | 0-1       | Feyenoord         | 0-0    | 0-1       |
| Hajduk Spalato           | 1-2       | Tottenham         | 1-0    | 0-2       |
| Valletta                 | 0-4       | Porto             | 0-3    | 0-1       |

## Ottavi di finale
| Squadra 1       | Totale        | Squadra 2         | Andata | Ritorno |
| --------------- | ------------- | ----------------- | ------ | ------- |
| Atlético Madrid | 4-1           | Manchester United | 3-0    | 1-1     |
| Katowice        | 0-4           | Club Brugge       | 0-1    | 0-3     |
| Werder Brema    | 4-2           | Ferencváros       | 3-2    | 1-0     |
| Galatasaray     | 2-2 (gfc)     | Baník Ostrava     | 0-1    | 2-1     |
| Ilves           | 3-6           | Roma              | 1-1    | 2-5     |
| Norrköping      | 1-5           | Monaco            | 1-2    | 0-3     |
| Sion            | 0-0 (3-5 dcr) | Feyenoord         | 0-0    | 0-0     |
| Tottenham       | 3-1           | Porto             | 3-1    | 0-0     |

## Quarti di finale
| Squadra 1       | Totale    | Squadra 2   | Andata | Ritorno |
| --------------- | --------- | ----------- | ------ | ------- |
| Atlético Madrid | 4-4 (gfc) | Club Brugge | 3-2    | 1-2     |
| Werder Brema    | 2-1       | Galatasaray | 2-1    | 0-0     |
| Roma            | 0-1       | Monaco      | 0-0    | 0-1     |
| Feyenoord       | 1-0       | Tottenham   | 1-0    | 0-0     |

## Semifinali
| Squadra 1   | Totale    | Squadra 2    | Andata | Ritorno |
| ----------- | --------- | ------------ | ------ | ------- |
| Club Brugge | 1-2       | Werder Brema | 1-0    | 0-2     |
| Monaco      | 3-3 (gfc) | Feyenoord    | 1-1    | 2-2     |

## Finale
| Arbitro: | Pietro D'Elia |

|                      |           |  |
| Allofs 40’ Rufer 87’ | Marcatori |  |

| SV Werder Bremen | Monaco |

| Werder Brema  |    |                     |      |     |
|               |    |                     |      |     |
| P             | 1  | Jürgen Rollmann     |      |     |
| D             | 2  | Manfred Bockenfeld  |      |     |
| C             | 3  | Thomas Wolter       |      | 35’ |
| D             | 4  | Rune Bratseth       |      |     |
| C             | 5  | Marco Bode          |      |     |
| D             | 6  | Ulrich Borowka      |      |     |
| C             | 7  | Dieter Eilts        |      |     |
| C             | 8  | Miroslav Votava (C) | 26'’ |     |
| A             | 9  | Frank Neubarth      |      | 75’ |
| A             | 10 | Wynton Rufer        |      |     |
| A             | 11 | Klaus Allofs        |      |     |
| Sostituzioni: |    |                     |      |     |
| D             | 15 | Thomas Schaaf       |      | 35’ |
| A             | 13 | Stefan Kohn         |      | 75’ |
| Allenatore:   |    |                     |      |     |
| Otto Rehhagel |    |                     |      |     |

| Monaco        |    |                     |      |     |
|               |    |                     |      |     |
| P             | 1  | Jean-Luc Ettori (C) |      |     |
| D             | 2  | Roger Mendy         |      |     |
| D             | 3  | Luc Sonor           |      |     |
| D             | 4  | Emmanuel Petit      |      |     |
| C             | 5  | Jérôme Gnako        | 65'’ |     |
| D             | 6  | Patrick Valéry      |      | 59’ |
| C             | 7  | Youssouf Fofana     |      | 62’ |
| C             | 8  | Marcel Dib          | 38'’ |     |
| A             | 9  | George Weah         | 85'’ |     |
| C             | 10 | Rui Barros          |      |     |
| C             | 11 | Gérald Passi        |      |     |
| Sostituzioni: |    |                     |      |     |
| A             | 13 | Benjamin Clément    |      | 59’ |
| A             | 16 | Youri Djorkaeff     |      | 62’ |
| Allenatore:   |    |                     |      |     |
| Arsène Wenger |    |                     |      |     |

## Classifica marcatori
| Gol |  |  | Giocatore      | Squadra         |
| --- |  |  | -------------- | --------------- |
| 6   |  |  | Péter Lipcsei  | Ferencváros     |
| 5   |  |  | Manolo         | Atlético Madrid |
|     |  |  | Paulo Futre    | Atlético Madrid |
| 4   |  |  | Roman Kosecki  | Galatasaray     |
|     |  |  | Rui Barros     | Monaco          |
|     |  |  | Wynton Rufer   | Werder Brema    |
|     |  |  | Bernd Schuster | Atlético Madrid |
|     |  |  | George Weah    | Monaco          |

La classifica non tiene conto delle reti segnate nel turno preliminare.